# Bayat Ilir
Bayat Ilir is een bestuurslaag in het regentschap Musi Banyuasin van de provincie Zuid-Sumatra, Indonesië. Bayat Ilir telt 1317 inwoners (volkstelling 2010).